# Joachim Böhmer
Joachim Böhmer (n. 1 octombrie 1940, Berlin, Germania Nazistă – d. 28 decembrie 1999, Berlin, Germania) a fost un canotor ce a reprezentat Republica Democrată Germană, medaliat olimpic. A participat la o ediție a Jocurilor Olimpice (1972) în care a câștigat o medalie de bronz.

## Participări
Lista de mai jos prezintă principalele competiții la care a participat Joachim Böhmer de-a lungul carierei.
- rowing at the 1972 Summer Olympics – men's double sculls[*][3]